# Algemene Nederlandse Fascistenbond
Algemene Nederlandse Fascistenbond (ANFB) (Allgemeiner Niederländischer Faschistenbund) war zwischen 1932 und 1934 eine politische Partei in den Niederlanden. Sie positionierte sich deutlich gegen den Antisemitismus und Nationalsozialismus der Zeit, verurteilte allerdings die Nationalsozialistische Deutsche Arbeiterpartei nicht, sondern orientierte sich in weiten Teilen an deren Politik.
Die ANFB entstand aus der Bewegung De Bezem (der Besen). Ihr Führer war Jan Baars, ein Kaufmann aus Amsterdam. Das wöchentlich herausgegebene Parteiblatt nannte sich De Fascist.
Bei den Wahlen von 1933 erhielt die ANFB nur 17.157 Stimmen, was 0,46 Prozent der abgegebenen Stimmen entsprach und nicht ausreichte, um in das niederländische Parlament einzuziehen. Gleichwohl hatte sie als erste niederländische faschistische Partei in den beiden Jahren ihres Bestehens einen nicht unbedeutenden Anhang. Im März 1934 verließ der Gründer Baars die Partei, die sich anschließend in den Verbund Fascistisch Verbond de Vuurslag unter der Leitung von Groeninx van Zoelen und die Zwart Front (schwarze Front) unter der Leitung von Arnold Meijer aufsplitterte.